# Beeckerheide
Beeckerheide ist ein Ortsteil der Mittelstadt Wegberg im Kreis Heinsberg im Bundesland Nordrhein-Westfalen.

## Geografie

### Lage

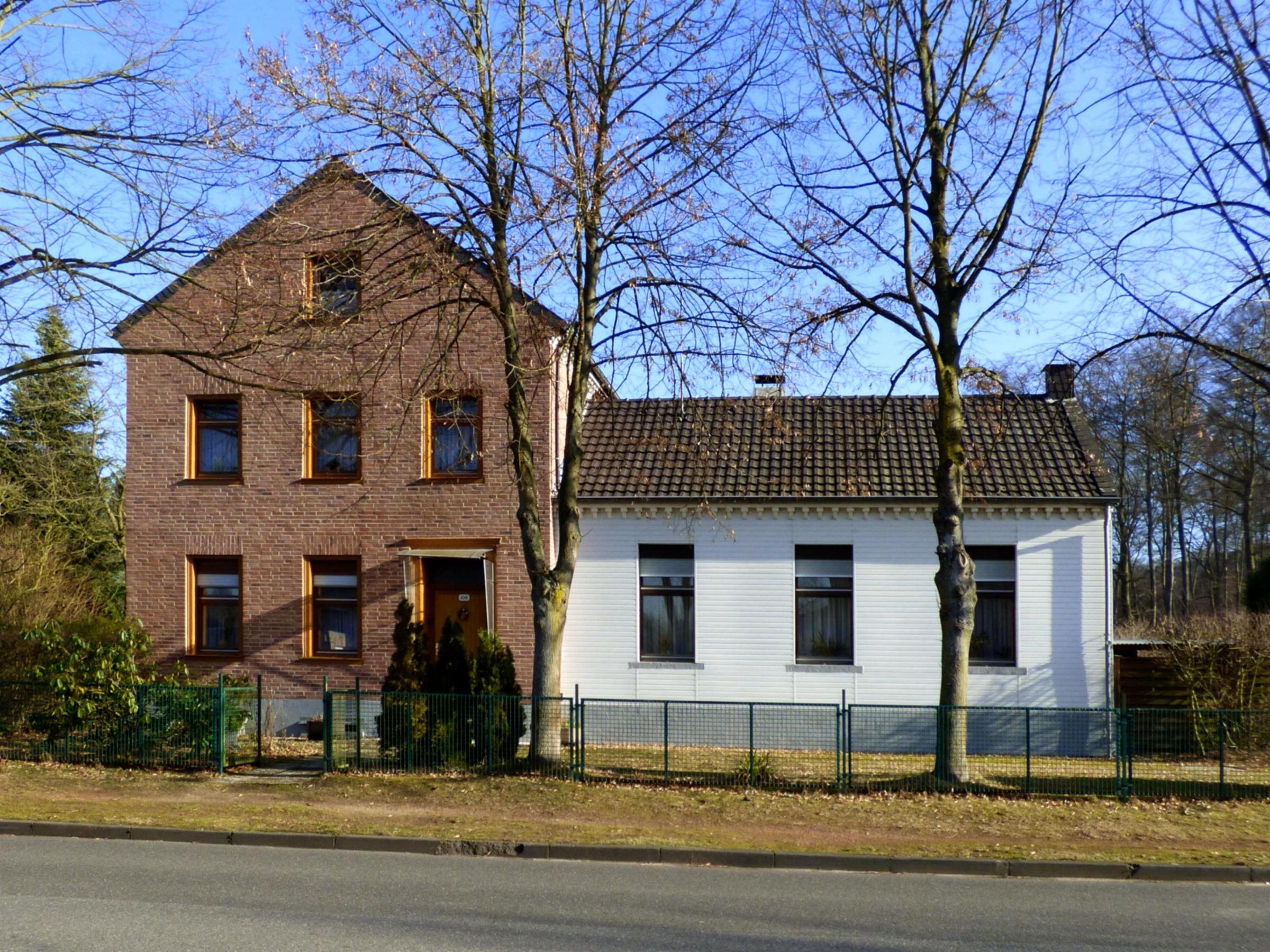
Alte Schule in Beeckerheide

Beeckerheide liegt östlich von Wegberg innerhalb des Grenzlandrings.

### Nachbarorte
| Harbeck | Busch                                       | Beeck       |
| Wegberg | Kompassrose, die auf Nachbargemeinden zeigt | Ellinghoven |
|         | Gerichhausen                                |             |

## Geschichte

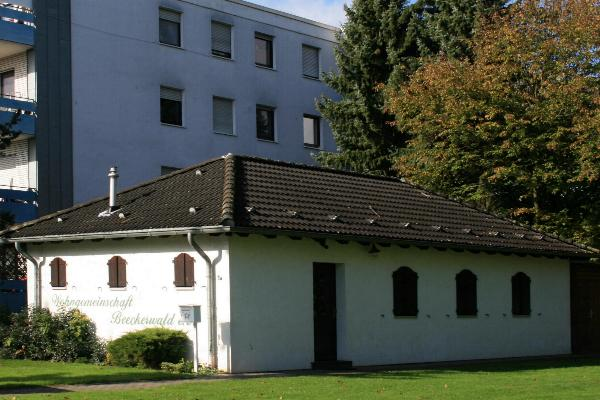
Vereinsheim der Wohngemeinschaft Beeckerwald

Das in früherer Zeit zum Kirchspiel Beeck gehörende Beeckerheide war noch bis lange nach dem Zweiten Weltkrieg nur wenig besiedelt. Das Wohngebiet Beeckerwald entstand Anfang der 1970er Jahre und entwickelte sich zum bevölkerungsreichsten Wohngebiet der Stadt Wegberg. Die Bewohner gründeten einen Verein, die „Wohngemeinschaft Beeckerwald e. V.“, der seine Aufgabe darin sieht, Tradition und Nachbarschaften zu pflegen. Zu den Aktivitäten zählen die Erbauung eines Vereinshauses Anfang der 1990er Jahre und 2004 die Einweihung des „Christlichen Zeichens“ an der Ecke Kiefernweg/Tannenweg, wo jährlich im Oktober ein Erntedankgottesdienst stattfindet. Im Juni 2011 lebten in Beeckerheide 3.382 Personen.

## Infrastruktur
In Beeckerheide existieren Gastwirtschaften, kleinere Geschäfte sowie einige Kleingewerbebetriebe. Ein Kindergarten steht für die Kinder zur Verfügung.
Die AVV-Buslinie 412 der WestVerkehr sowie die Linie 017 der NEW verbinden Beeckerheide mit Wegberg, Erkelenz und Mönchengladbach. Abends und am Wochenende kann außerdem der MultiBus angefordert werden.
| Linie | Betreiber | Verlauf |
| ----- | --------- | --- |
| 412   | west      | Erkelenz Bf – Erkelenz Gymnasium / Erkelenz Burg – Borschemich (neu) – Kuckum (neu) – Keyenberg (neu) – Rath-Anhoven – Mehlbusch – Kipshoven – Moorshoven – Beeck – Beeckerheide – Gerichhausen – Wegberg Bf – Wegberg Busbf |
| 017   | NEW       | Lürrip – Mönchengladbach Hbf – Geroplatz – Holt – Nordpark – Dorthausen – Rheindahlen (– Kipshoven – Moorshoven – Beeck – Beeckerheide – Gerichhausen – Wegberg Busbf) (AVV-Tarif gilt nur im Kreis Heinsberg)               |

## Sehenswürdigkeiten

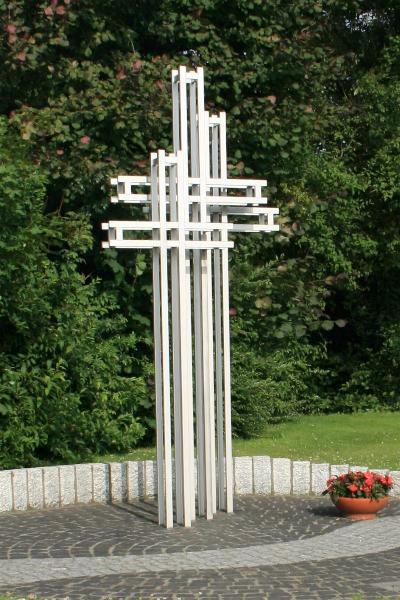
Christliches Zeichen in Beeckerheide

- Christliches Zeichen

## Vereine
- Wohngemeinschaft Beeckerwald e. V.
- Motorsport AC Grenzland e. V.
- Freiwillige Feuerwehr Wegberg, zuständig auch für die Ortschaft Beeckerheide